# Compas (aéronautique)
Pour les articles homonymes, voir Compas.
Sur un hélicoptère, on appelle compas le dispositif articulé reliant la moitié supérieure du plateau cyclique avec le moyeu du rotor principal. Cette pièce garantit l'alignement vertical tout en permettant les déplacements en hauteur (voir photo sous plateau cyclique).